# Sender Nordkirchen
Der Mittelwellensender Nordkirchen war eine Sendeanlage der Media Broadcast in Nordkirchen.
Wegen seiner Lage zwischen Recklinghausen und Münster wurde der Sender anfangs im Genfer Wellenplan „Recklinghausen“ genannt, gelegentlich wurde auch „Münster-Nordkirchen“ verwendet. Am 21. März 2018 wurden die Masten der Sendeanlage abgerissen.
Der Sender hatte eine Leistung von 100 Kilowatt und verfügte über einen baugleichen Reservesender. Bereits ab 1978 wurde von diesem Standort mit 20 kW Leistung gesendet. Als Antennenanlage kam eine aus zwei gegen Erde isolierten, 99,5 Meter hohen selbststrahlenden Sendemasten bestehende Richtantenne zum Einsatz. Durch diese wurde das Signal durchgängig in Richtung 200° bis 270° ausgeblendet, um Interferenzen mit dem inzwischen abgeschalteten Sender Wavre in Belgien zu vermeiden.

## Nutzung
Von der Inbetriebnahme bis zum 31. Dezember 2015 wurde das Programm des Deutschlandfunks auf der Mittelwellenfrequenz 549 kHz ausgestrahlt.
Daneben bestand noch ein kleinerer Sender, der vom 6. Dezember 2004 bis zum 15. Mai 2008 das Programm Truckradio auf 855 kHz mit einer Leistung von 5 kW übertrug.